# Luis Fontès
Luis Goncalves Fontès (ur. 26 grudnia 1912 w Londynie, zm. 12 października 1940 w Llandow) – brytyjski kierowca wyścigowy i pilot brazylijskiego pochodzenia. Zginął w samolocie RAFu w czasie II wojny światowej

## Kariera
W wyścigach samochodowych Fontès startował głównie w wyścigach Grand Prix oraz w wyścigach samochodów sportowych. W 1935 roku Brytyjczyk odniósł zwycięstwo w klasie 5 24-godzinnego wyścigu Le Mans w samochodzie Lagonda, co było równoznaczne ze zwycięstwem w całym wyścigu. W tym samym roku wygrał także brytyjskie wyścigi JCC International Trophy oraz Limerick race.